# Les Trois Visages
Pour plus de détails, voir Fiche technique et Distribution.
Les Trois Visages (titre original : I tre volti) est un film italien de comédie à sketches réalisé par Michelangelo Antonioni, Mauro Bolognini et Franco Indovina, sorti en 1965.

## Synopsis

### Premier épisode:Il provino(Il est venu)
Un journaliste découvre que Soraya, l'ex-épouse du shah d'Iran, veut devenir actrice et tente de convaincre le rédacteur en chef de son journal de lui faire couvrir l’information. L'épisode comprend également des essais de caméra, de maquillage, de coiffures et de vêtements fabriqués dans la vie réelle de Soraya.

### Deuxième épisode:Gli amanti celebri(Les Amants célèbres)
Linda (Soraya) vit avec Robert (Richard Harris), un écrivain célèbre mais en panne. Elle avait a quitté son très riche mari Rodolphe (Rudolft dans la version originale, José Luis de Villalonga), qui ne veut pas divorcer. Robert est de plus en plus aigri, ne supportant pas que Linda soit sans cesse photographiée et poursuivie par les paparazzis. Linda et Robert constatent que leur amour est en bout de course. A la fin du sketch, quand Rodolphe vient voir Linda, elle espère que ce sera pour renouer, comme il a essayé plusieurs fois. Mais Rodolphe lui apporte les papiers du divorce, qu'il accepte.

### Troisième épisode:Latin Lover
Mme Neville (Soraya), une riche femme d'affaires américaine, arrive à Rome pour signer un important contrat avec une multinationale. L'agence responsable de son installation dans la capitale italienne lui fournit également un accompagnateur (Alberto Sordi).

## Fiche technique
- Réalisation : Michelangelo Antonioni (Il provino), Mauro Bolognini (Gli amanti celebri) et Franco Indovina (Latin Lover)
- Scénario : Tullio Pinelli  (Il provino), Franco Brusati, Tullio Pinelli, Clive Exton  (Gli amanti celebri), Rodolfo Sonego, Alberto Sordi et Franco Indovina (Latin Lover)
- Musique : Piero Piccioni
- Photographie : Carlo Di Palma et Otello Martelli
- Montage : Nino Baragli et Eraldo Da Roma
- Production : Dino De Laurentiis
- Société de production : Dino de Laurentiis Cinematografica
- Pays de production :  Italie
- Genre : Comédie dramatique
- Durée : 115 minutes
- Dates de sortie : 
  - Italie : 12 février 1965
  - France : 30 mai 1982

## Distribution
- Soraya : elle-même (segment Il provino) / Linda (segment Gli amanti celebri) / Mme Melville (segment Latin Lover)
- Goffredo Alessandrini : le directeur d’agence (segment Latin Lover)
- Nando Angelini : (segment Latin Lover) Fernando Angeli
- Ivano Davoli : Davoli, un journaliste (segment Il provino)
- Alfredo De Laurentiis : lui-même (segment Il provino)
- Dino De Laurentiis lui-même (segment Il provino)
- Alberto Giubilo : 2e journaliste à Fiumicino (segment Latin Lover)
- Richard Harris : Robert (segment Gli amanti celebri)
- Jean Rougeul : un speaker (segment Gli amanti celebri)
- Esmeralda Ruspoli : Edda (segment Gli amanti celebri)
- Giorgio Sartarelli : un photographe (segment Il provino)
- Ralph Serpe : un producteur (segment Il provino)
- Alberto Sordi : Armando Tucci (segment Latin Lover)
- Renato Tagliani : (segment Latin Lover)
- Piero Tosi : un costumier (segment Il provino)
- José Luis de Vilallonga : Rodolphe (segment Gli amanti celebri)

## Autour du film
Ce film fut le premier et unique avec la princesse iranienne Soraya en vedette. Elle est cependant apparue peu après dans le film britannique La Déesse de feu réalisé par Robert Day en (1965) où elle jouait un personnage également appelé Soraya.
Selon une légende urbaine diffusée peu après la sortie du film, le  shah d'Iran aurait ordonné à sa police secrète, la SAVAK, de saisir tous les exemplaires du film en vue de les détruire. Deux copies auraient supposément été sauvées : une au siège de la cinémathèque nationale italienne à Rome, l'autre dans l'appartement de la princesse Soraya à Paris.
Pendant le tournage de ce film, la princesse Soraya fit la connaissance du réalisateur Franco Indovina avec lequel elle vécut une histoire d'amour passionnée bien qu'il fût déjà marié à cette époque. Leur liaison prit fin brutalement le 5 mai 1972, quand Indovina disparut dans un accident d'avion  près de l'aéroport de Palerme.